# Escola Superior de Música (Estocolmo)
A Escola Superior de Música (KMH; em sueco:  Kungliga Musikhögskolan; em inglês:  Royal College of Music in Stockholm ;  PRONÚNCIA) é uma instituição pública de ensino superior na cidade de Estocolmo, na Suécia.

Foi fundada em 1771, pelo rei Gustavo III com o nome de Real Academia Musical.                                     

Dispõe do Campus Valhallavägen, em Valhallavägen 105, em Estocolmo, e tem também uma filial no Campus Edsberg, no palácio de Edsberg em Sollentuna.

Tem 1 520 estudantes (2023), dos quais 11 doutorandos, e conta com 102 professores e 177 funcionários.                                         

Oferece cursos de formação em música folclórica, jazz, música clássica, direção musical, composição, produção musical e mediática e ainda vários programas de formação de professores de música. Para além disso, tem uma missão especial de formação em direção de orquestra, composição electroacústica e afinação de piano.

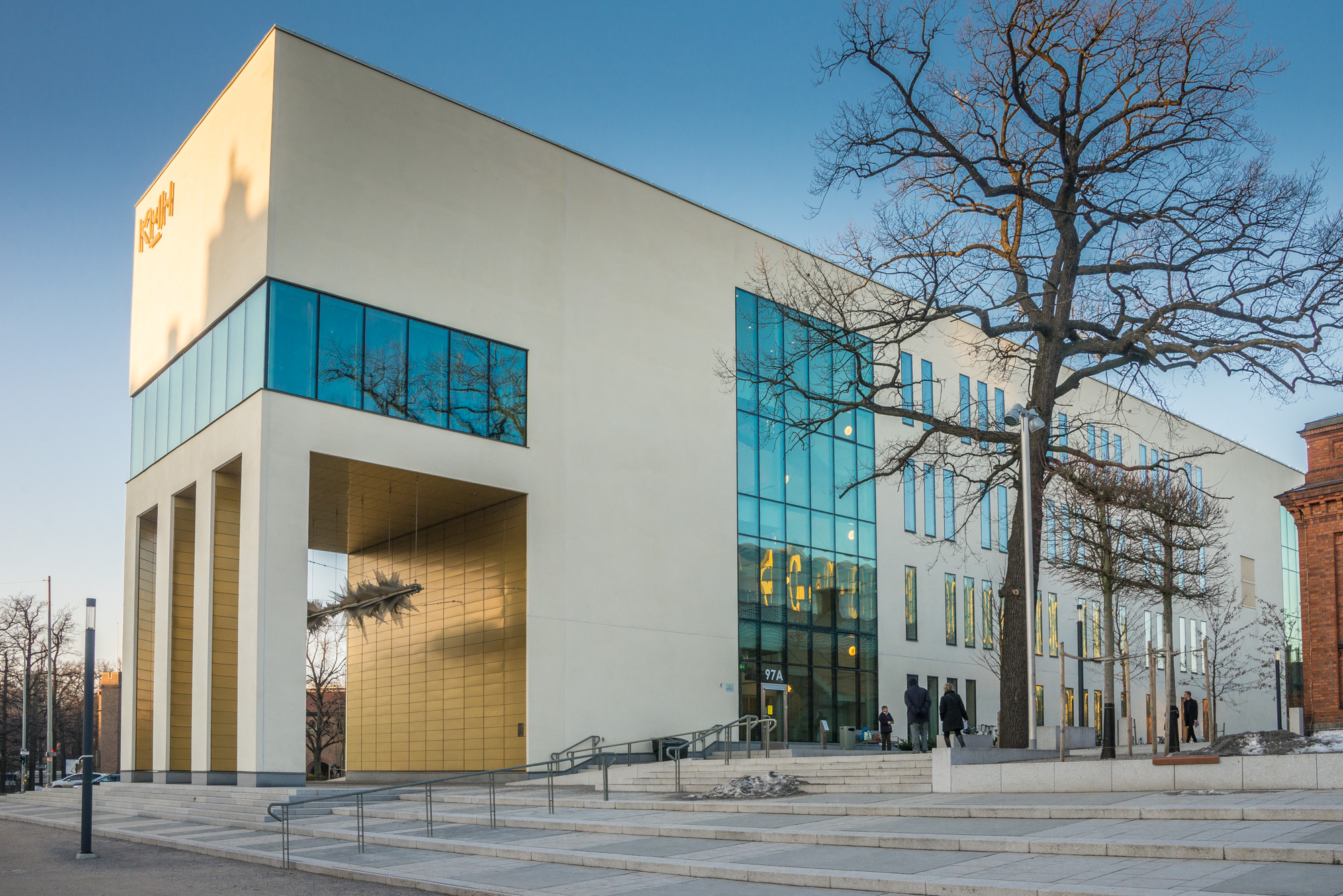
Sala do Coro
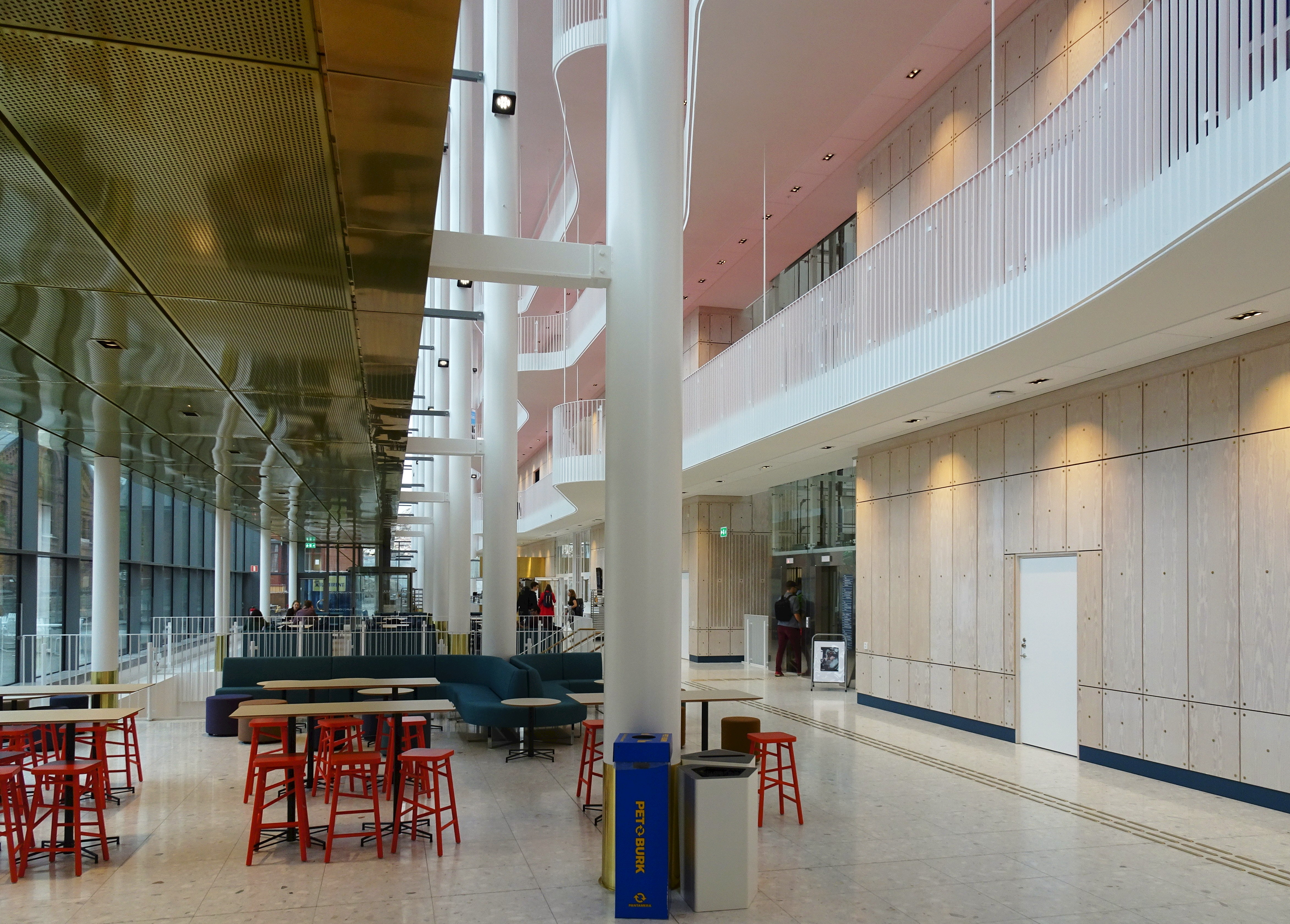
Átrio
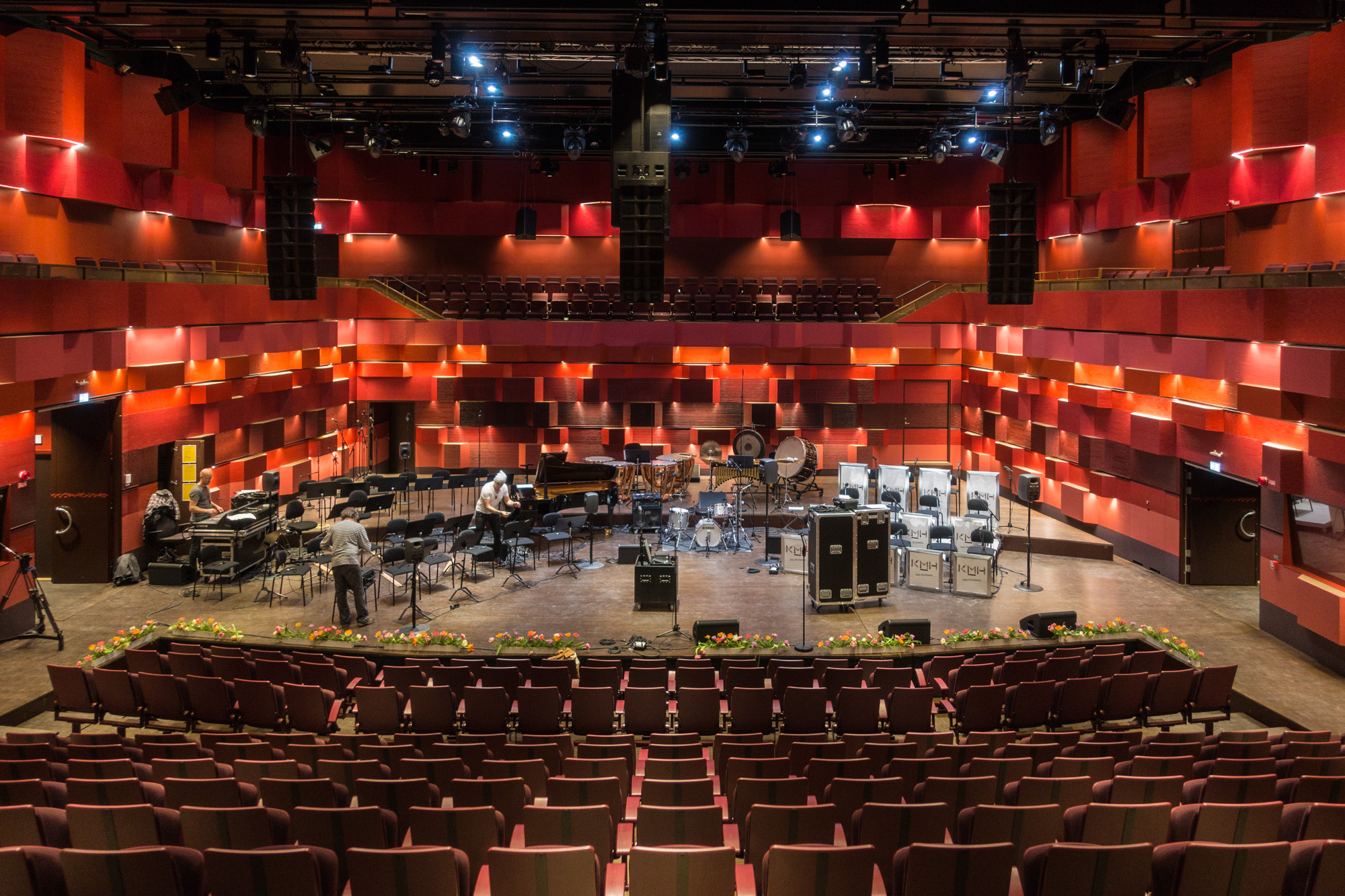
Salão Real